# Flemming (Hedensted Kommune)
 For alternative betydninger, se Flemming. (Se også artikler, som begynder med Flemming)
Flemming er en landsby i Østjylland, beliggende 4 km øst for Rask Mølle, 13 km vest for Horsens og 14 km nord for Hedensted. Flemming hører til Hedensted Kommune og ligger i Region Midtjylland.
Flemming hører til Hornborg Sogn. Hornborg Kirke ligger i Hornborg 2 km syd for Flemming.

## Faciliteter
Flemming Efterskole er etableret i 1893 og har 49 ansatte og 208 elever. Skolens mange bygninger, bl.a. fire idrætshaller, dominerer landsbyen.

## Historie

### Jernbanen
Flemming fik i 1891 jernbanestation på Horsens-Tørring Banen, der hed Horsens Vestbaner fra 1929, hvor banen blev forlænget til Thyregod og fik en sidebane fra Rask Mølle til Ejstrupholm. Horsens Vestbaner indstillede persontrafikken i 1957 og blev helt nedlagt i 1962. Stationsbygningen er bevaret på Flemmingvej 31.
I 1906 beskrives Flemming kort således: "Flemming med Efterskole, Jærnbane- og Telegrafst." Målebordsbladene viser kun 6 spredte gårde omkring stationen, så Flemming har ikke engang været en rigtig landsby med smedje og mølle, da stationen og efterskolen blev etableret.